# Stoppzeit

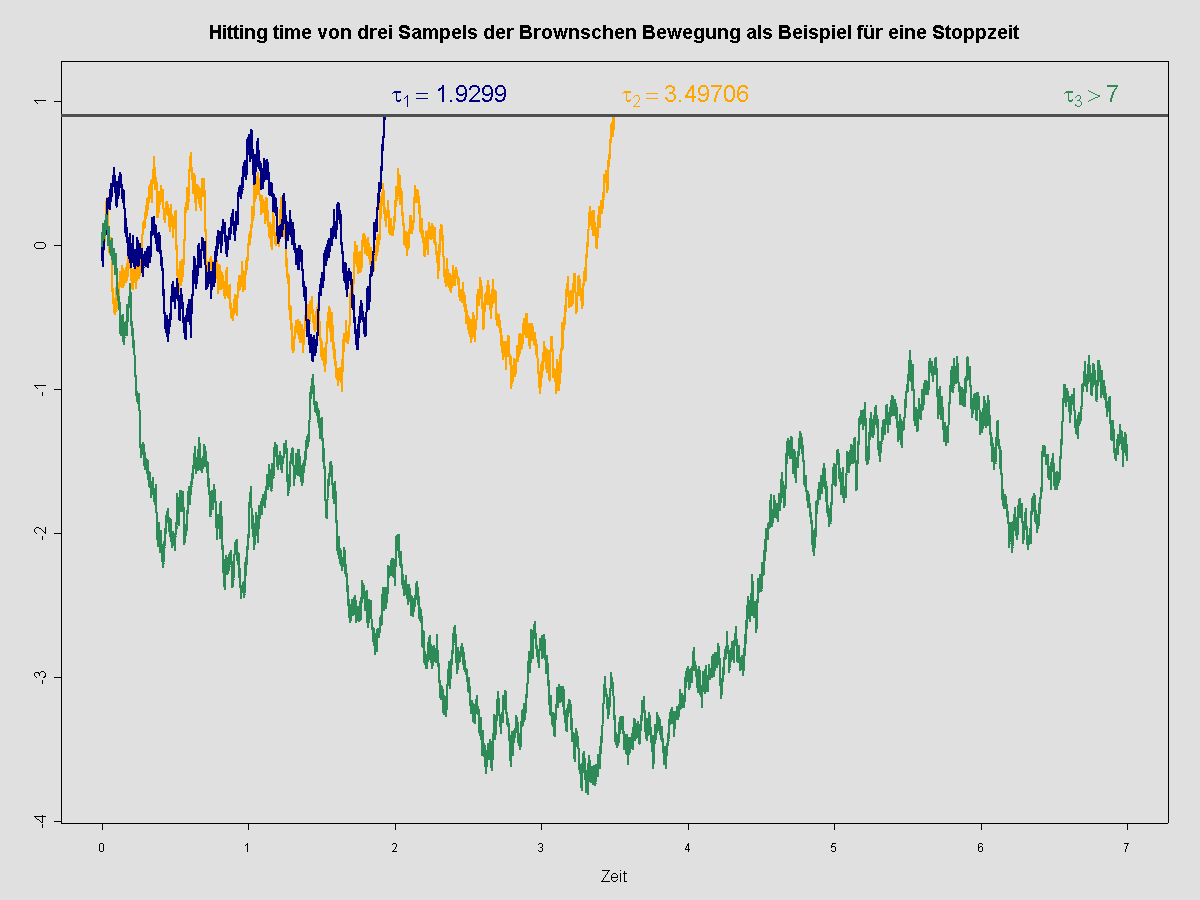
Hitting time als Beispiel für eine Stoppzeit

In der Stochastik bezeichnet der Begriff der Stoppzeit eine spezielle Art von Zufallsvariablen, die auf filtrierten Wahrscheinlichkeitsräumen definiert werden. Stoppzeiten sind nicht nur von Bedeutung für die Theorie der stochastischen Prozesse (beispielsweise bei der Lokalisierung von Prozessklassen oder Untersuchungen von gestoppten Prozessen), sondern auch von praktischer Relevanz, etwa für das Problem des optimalen Ausübungszeitpunkts für amerikanische Optionen. Eine Stoppzeit wird auch als Optionszeit bezeichnet.
Eine Stoppzeit ist eine vom Zufall abhängende Zeit {\displaystyle \tau }, bei der zu jedem Zeitpunkt {\displaystyle t} bei bekannter Vergangenheit des stochastischen Prozesses bis zum Zeitpunkt {\displaystyle t} entschieden werden kann, ob das Ereignis {\displaystyle \{\tau \leq t\}} eingetreten ist oder nicht.  Eine Stoppzeit wird daher auch als eine nicht von der Zukunft abhängende zufällige Zeit, als eine nicht vorgreifende Zeit oder eine Markowsche Zeit bezeichnet.   
In der aus dem Russischen in das Englische übersetzten Fachliteratur finden sich auch die Bezeichnungen Markov moment (dt. Markow-Moment) oder Markov time (dt. Markow-Zeit).

## Definition
Gegeben sei ein Wahrscheinlichkeitsraum  {\displaystyle (\Omega ,{\mathcal {A}},P)}.

### Diskreter Fall
Ist eine Filtrierung {\displaystyle \mathbb {F} =({\mathcal {F}}_{n})_{n\in \mathbb {N} _{0}}} in {\displaystyle {\mathcal {A}}} gegeben, so heißt eine Zufallsvariable
{\displaystyle \tau \colon \Omega \to \mathbb {N} _{0}\cup \{\infty \}}
eine Stoppzeit (bezüglich {\displaystyle \mathbb {F} }), wenn
{\displaystyle \{\tau =n\}=\{\omega \in \Omega :\tau (\omega )=n\}\in {\mathcal {F}}_{n}{\text{ für alle }}n\in \mathbb {N} _{0}}
ist.

### Allgemeiner Fall
Gegeben sei eine geordnete Indexmenge {\displaystyle T}, die ein Intervall aus {\displaystyle [0,\infty ]} ist. Ist eine Filtrierung {\displaystyle \mathbb {F} =({\mathcal {F}}_{t})_{t\in T}} in {\displaystyle {\mathcal {A}}} gegeben, so heißt eine Zufallsvariable
{\displaystyle \tau \colon \Omega \to T}
eine Stoppzeit (bezüglich {\displaystyle \mathbb {F} }), wenn
{\displaystyle \{\tau \leq t\}=\{\omega \in \Omega :\tau (\omega )\leq t\}\in {\mathcal {F}}_{t}{\text{ für alle }}t\in T}.

### Endliche Stoppzeit
Eine Stoppzeit {\displaystyle \tau } heißt eine endliche Stoppzeit, wenn
{\displaystyle P(\tau <\infty )=1}
ist.

### Bemerkung
Zu beachten ist, dass die Eigenschaft, eine Stoppzeit zu sein, keine Eigenschaft der Zufallsvariable alleine, sondern eine Eigenschaft der Zufallsvariable in Verbindung mit einer Filtrierung ist. Daher muss bei Angabe oder Definition immer die Filtrierung mit angegeben werden.

## Interpretation
Eine Stoppzeit kann man als die Wartezeit interpretieren, die vergeht, bis ein bestimmtes zufälliges Ereignis eintritt. Wenn wie üblich die Filtrierung die vorhandene Information zu verschiedenen  Zeitpunkten angibt, bedeutet die obige Bedingung also, dass zu jeder Zeit bekannt sein soll, ob dieses Ereignis bereits eingetreten ist oder nicht.

## Beispiele

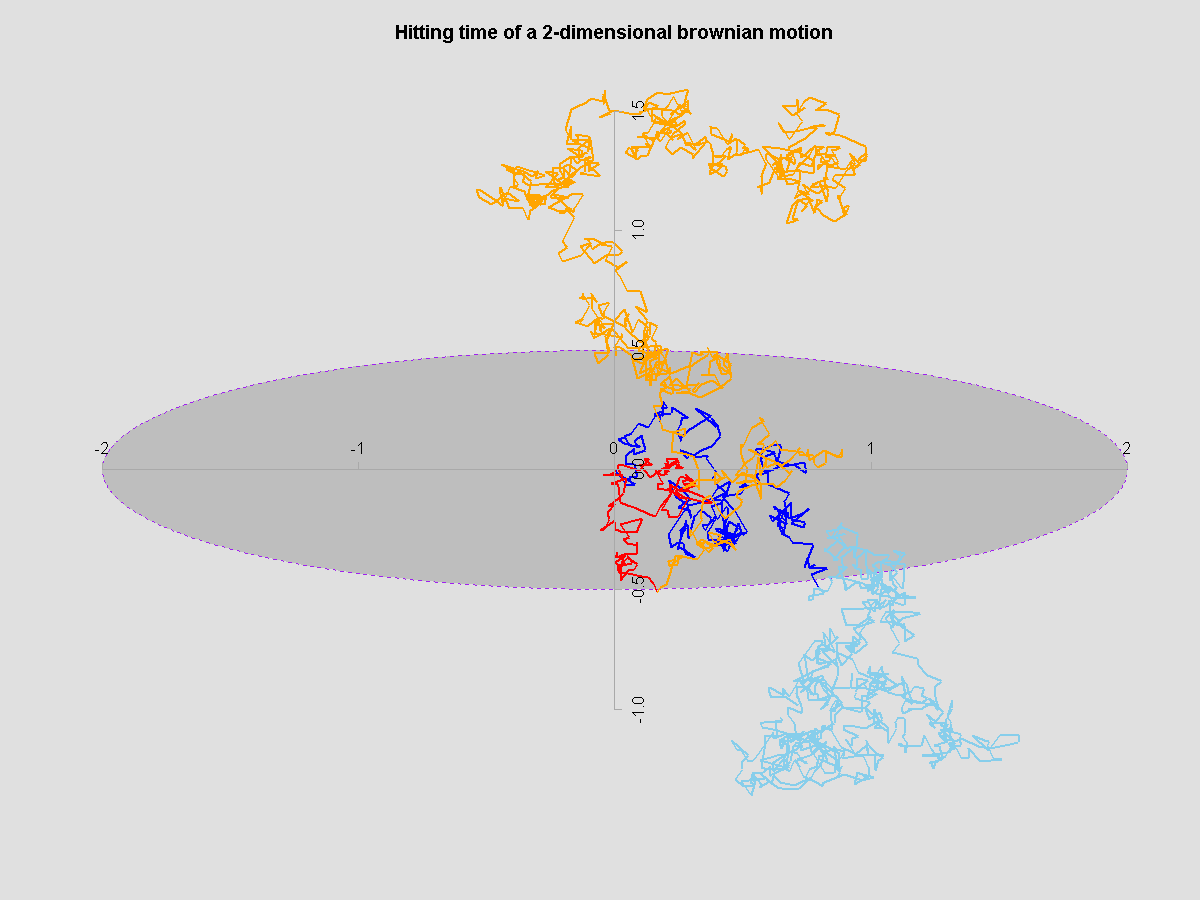
Beispiel einer hitting time: Die zweidimensionale Brownsche Bewegung berührt irgendwann die Ellipse.

- Ein Glücksspieler beginnt zum Zeitpunkt {\displaystyle t=0} mit einem Startkapital von 10 € zu spielen; dabei absolviert er jede Minute ein Spiel (das der Einfachheit halber selbst keine Zeit in Anspruch nimmt), bei dem er mit 50-prozentiger Wahrscheinlichkeit einen Euro gewinnt und ansonsten einen Euro verliert (der Kontostand des Spielers ist dann ein Martingal). Die Wartezeit, bis der Spieler sein gesamtes Geld verspielt hat, ist dann ein Beispiel für eine Stoppzeit bezüglich der natürlichen Filtrierung des Experiments: Zu jedem Zeitpunkt weiß der Spieler, ob er bereits pleite ist oder nicht. Dagegen wäre die Wartezeit bis zum Augenblick seines vorletzten Spiels keine Stoppzeit: In dem Moment, da man sein vorletztes Spiel absolviert, weiß man noch nicht, dass das nächste Spiel das letzte sein wird.

- Die Trefferzeit (hitting-time) eines Wiener-Prozesses {\displaystyle (W_{t})_{t\geq 0}} mit Drift {\displaystyle \mu } zum Level {\displaystyle a>0} ist definiert als {\displaystyle \tau _{a}(\omega )=\inf\{t\geq 0:W_{t}(\omega )=a\}}.

{\displaystyle \tau _{a}} ist eine Stoppzeit. Sie ist nach einer inversen Gauß-Verteilung verteilt, die Dichte ist
{\displaystyle f_{IG}(t)={\frac {a\exp(a\mu )}{\sqrt {2\pi }}}t^{-3/2}\exp \left(-{\frac {1}{2}}(a^{2}t^{-1}+\mu ^{2}t)\right),\quad t>0}.
- Ist allgemeiner {\displaystyle (X_{t})_{t\geq 0}} ein reellwertiger, adaptierter Càdlàg-Prozess, also ein stochastischer Prozess, dessen Pfade alle rechtsseitig stetig sind und Grenzwerte von links besitzen, und ist {\displaystyle A\subseteq \mathbb {R} } eine abgeschlossene Menge, so ist die Treffzeit von {\displaystyle X} in {\displaystyle A}, definiert als

{\displaystyle \tau _{A}(\omega ):=\inf\{t\geq 0:\;X_{t}(\omega )\in A\}}
eine Stoppzeit. {\displaystyle \tau _{A}} gibt also den infimalen Zeitpunkt an, an dem {\displaystyle X} zum ersten Mal die Menge {\displaystyle A} betritt. Dabei ist es essentiell, dass {\displaystyle A} abgeschlossen ist: Zum Zeitpunkt {\displaystyle t} könnte {\displaystyle X} bereits auf dem Rand von {\displaystyle A}, aber noch nicht in {\displaystyle A} sein und die Menge direkt im Anschluss betreten. Dann wäre zwar {\displaystyle \tau _{A}=t} (man beachte das Infimum), jedoch ist in {\displaystyle t} noch nicht bekannt, ob {\displaystyle A} gleich betreten wird oder nicht.
- Jede Stoppzeit {\displaystyle \tau } ist auch eine Treffzeit (nicht unbedingt umgekehrt, siehe oben). Definiere hierzu für {\displaystyle t\in T} die Zufallsvariable {\displaystyle X_{t}(\omega ):={\begin{cases}1,{\text{ wenn }}t<\tau (\omega )\\0,{\text{ sonst.}}\end{cases}}}, dann ist {\displaystyle \tau } die Treffzeit von {\displaystyle X} in {\displaystyle \{0\}}.[5]

## Arten von Stoppzeiten
Gegeben sei filtrierter Wahrscheinlichkeitsraum  {\displaystyle (\Omega ,{\mathcal {A}},\mathbb {F} ,P)}.
Sei {\displaystyle \tau } eine Stoppzeit.
- {\displaystyle \tau } heißt vorhersehbar oder vorhersagbar, falls eine Folge von Stoppzeiten {\displaystyle \tau _{n}\uparrow \tau } existiert, so dass für alle {\displaystyle n} die Ungleichung {\displaystyle \tau _{n}<\tau } gilt, wenn {\displaystyle \tau \neq 0}. Man sagt, {\displaystyle \tau _{n}} sei eine {\displaystyle \tau } ankündigende Folge.
- {\displaystyle \tau } heißt zugänglich, falls eine Folge von vorhersagbaren Stoppzeiten {\displaystyle \tau _{n}} existiert, so dass für alle {\displaystyle \omega \in \Omega } gilt, dass {\displaystyle \textstyle \tau (\omega )\in \bigcup _{i}\tau _{i}(\omega )}
- {\displaystyle \tau } heißt völlig unzugänglich, falls für alle vorhersagbaren Stoppzeiten {\displaystyle T} gilt, dass {\displaystyle P(\tau =T<\infty )=0}.

## Abgeleitete Konzepte

### Gestoppter Prozess
Ein gestoppter Prozess ist eine Kombination eines stochastischen Prozesses und einer Stoppzeit, die Werte in der Indexmenge („Zeitmenge“) des stochastischen Prozesses annimmt. Gestoppte Prozesse sind Prozesse, die nach einer zufälligen Zeit angehalten werden bzw. ihren Wert nicht mehr verändern. Sie modellieren beispielsweise Ausstiegsstrategien bei einer zeitlichen Abfolge von Glücksspielen.

### Lokalisierung
Unter einer Lokalisierung versteht man die Erweiterung einer Prozessklasse, die eine gewisse Eigenschaft besitzt, um die Menge aller Prozesse, die gestoppt unter aufsteigenden Folgen von Stoppzeiten ebenfalls diese Eigenschaft besitzt. Typisches Beispiel sind die Martingale und die lokalen Martingale.

### σ-Algebra der τ-Vergangenheit
Die σ-Algebra der τ-Vergangenheit ist eine spezielle σ-Algebra, welche über die Filtrierung und die Stoppzeit definiert wird. Sie findet beispielsweise Anwendung bei der Definition der starken Markow-Eigenschaft und dem Optional Sampling Theorem.

## Rechenregeln
Es seien {\displaystyle \sigma ,\tau } und {\displaystyle \tau _{j}} Stoppzeiten bezüglich einer Filtration {\displaystyle \mathbb {F} =({\mathcal {F}}_{t})_{t\in T}} sowie
{\displaystyle {\mathcal {F}}_{t}^{+}:=\bigcap _{s>t}{\mathcal {F}}_{s}{\text{ und }}\mathbb {F} ^{+}:=({\mathcal {F}}_{t}^{+})_{t\in T}}.
Dann gilt
- Das Minimum {\displaystyle \sigma \wedge \tau } ist eine {\displaystyle \mathbb {F} }-Stoppzeit.
- Das Maximum {\displaystyle \sigma \vee \tau } ist eine {\displaystyle \mathbb {F} }-Stoppzeit.
- {\displaystyle \sup _{j}\tau _{j}} ist eine {\displaystyle \mathbb {F} }-Stoppzeit.
- {\displaystyle \sigma +a} ist eine {\displaystyle \mathbb {F} }-Stoppzeit, wobei {\displaystyle a\geq 0} eine feste Konstante ist.
- {\displaystyle \sigma +\tau } ist eine {\displaystyle \mathbb {F} }-Stoppzeit.
- {\displaystyle \inf _{j}\tau _{j}} ist eine {\displaystyle \mathbb {F} ^{+}}-Stoppzeit.
- {\displaystyle \limsup _{j}\tau _{j}} ist eine {\displaystyle \mathbb {F} ^{+}}-Stoppzeit.
- {\displaystyle \liminf _{j}\tau _{j}} ist eine {\displaystyle \mathbb {F} ^{+}}-Stoppzeit.